# رودريغو دياز
رودريغو دياز Rodrigo Guirao Díaz عارض أزياء وممثل ومغنّي أرجنتيني ولد في 18 يناير - كانون الثاني من سنة 1980 في مدينة Vicente Lopez بالقرب من العاصمة الأرجنتينة بيونس آيرس، وقبل أن يدخل مجال الفن وعروض الأزياء كان قد اشتغل في مجال الكهرباء ليعيل عائلته باعتباره أكبر إخوته.
بعد ذلك شارك «رودريغو دياز» في أحد عروض الأزياء عندما بلغ التاسعة عشر ودخل في الأثناء إلى معهد للفن لكنه لم يكمل دراسته وعُرضت عليه أدوار في عدة مسلسلات أرجنتينية ساهمت في ما بعد في شهرته في أمريكا اللاتينية وخاصة بالأرجنتين والأوروغواي إضافة لإيطاليا حيث قام «رودريغو دياز» بتجسيد دور البطولة في أحد المسلسلات الإيطالية بعنوان Terra Ribelle.

## معلومات متنوعة

◄ الاسم الكامل:"Antonio Rodrigo Guirao Díaz"
◄ الشهادة العلمية: شهادة في التمثيل والموسيقى
◄ المهنة: عارض أزياء، ممثل ومغني
◄ الجنسية: أرجنتينية
◄ مكان الإقامة: بيونس آيرس
◄ سنة الإنطلاق الفنّي: 2002
◄ البرج الفلكي: الجدي
◄ اللغات المتقنة: الإسبانية والبرتغالية والإيطالية والإنكليزية
◄ اسم أخوه الأول: Ramiro Guirao Díaz
◄ اسم أخوه الثاني: Gonzalo Guirao Díaz
◄ اسم قريبته: Rocío Guirao Díaz
◄ الأصل العرقي: إسباني وإيطالي
◄ لون العينين: خضراء
◄ لون الشعر: كستنائي
◄ لون البشرة: بيضاء

## حياته الشخصية
بدأ «رودريغو دياز» مسيرته المهنية كعامل بسيط في مجال الكهرباء بالقرب من مكان سكنه بأحد ضواحي العاصمة الأرجنتينية بيونس آيرس كما كان قد صّرح بذلك في مقابلة تلفزيونية خلال برنامج "Rai Celebrety".
كما عمل نادلا في بعض المطاعم. وفي أحد الليالي تغيّب العازف الرئيسي ممّا إظطرّ رفيقه في العمل أن يخبر رئيس المطعم بكون «رودريغو دياز» يجيد العزف على آلة الغيتار وهذا ما حصل فقد نال عزفه الإعجاب ومنذ ذلك الوقت تخلّى عن وظيفته كنادل ليلي ليصبح عازفا ومغنيا.
قرّر «رودريغو دياز» إكمال دراسته الفنية عندما استطاع جمع المال الكافي لدخول المركز الثقافي "Centro Culturale San Marti" بالعاصمة الأرجنتينية، وخلال دراسته شارك في العديد من عروض الأزياء.
توفي والده عندما كان في الحادية عشر من عمره، ونشأ مع والدته التي تعمل في مجال التجميل ومنذ تلك السن تحمّل مسؤولية إعالة أسرته مما جعله ينقطع عن الدراسة رغم رفض والدته وأساتذته لذلك خصوصا وأنه كان من المتفوقين في الدراسة.
و لكن مرض والدته  عجّل بمفارقته مقاعد الدراسة ليدخل «رودريغو دياز» مجال العمل كمساعد كهربائي يقوم بتركيب وإصلاح الدارات الكهربائية.
كان لديه اثنين من الاخوة التوأم اسمهما Gonzalo و  Ramiro، ولدا في عام 1982. الأول صار عارض أزياء على خطى شقيقه الأكبر والثاني اختصّ في مجال التصامي. ينتمي «رودريغو دياز» إلى فرقة موسيقية تتكون من أخويه وبعض أصدقاء الطفولة، ولكنها بقيت فرقة هاوية هدفها الاحتفال وإسترجاع الذكريات الجميلة.

## حياته الفنية
سنة 2002 قدّم «رودريغو دياز» العديد من الشخصيات من خلال "Rebelde Way Inmortal" و "Te extrano". وفي سنة 2005 شارك في "La niñera"، الإصدار الأرجنتيني الجديد لمسلسل "La Tata" كما عمل في سلسلة "Paraíso Rock" إضافة لـ "1/2 Falta Amas" ومثّل في عام 2006 في النسخة الأرجنتينية من مسلسل "Amas de Casa Desesperadas".
سنة 2007 يسافر «رودريغو دياز» إلى إيطاليا ويحقٌّق النجاح الدولي من خلال مسلسل "Il mondo di Patty" بدور Nicolás، كشقيق لـ Bianca Gloria Carrá وفي نفس العام شارك أيضا في مسلسل "Son de Fierro".أما سنة 2008، فوقّع للمشاركة بسلسلة "X4 Atracción".
سنة 2010 ، يعمل «رودريغو دياز» في المسلسل الإيطالي، "Terra ribelle"، حيث يلعب الدور الرئيسي  Andrea وقد صورت هذه السلسلة الإيطالية بالأرجنتين وساهمت في مزيد إتقانه للغة الإيطالية، وعندما وصل إلى إيطاليا كان ضيفا في العديد من برامج التلفزيون هناك وعلى رأسهم قناة RAI الدولية.

## مراجع

أفيش الجزء الأول من مسلسل Terra ribelle

## أعماله

مسلسل "Terra ribelle" أحد الأعمال التي شارك فيها "رودريغو دياز"

| السنة | العمل                       | الدور              | القناة               | ملاحظات   |
| ----- | --------------------------- | ------------------ | -------------------- | --------- |
| 2002  | Rebelde way                 | Matias             | América TV و Canal 9 | دور ثانوي |
| 2005  | Paraíso rock                | Mike               | El Trece             | دور ثانوي |
| 2005  | 1/2 falta                   | Lisandro           | El Trece             | دور ثانوي |
| 2006  | Amas de casa desesperadas   | Juan               | El Trece             | دور ثانوي |
| 2007  | Son de Fierro               | Bruno              | El Trece             | دور ثانوي |
| 2007  | Patito feo                  | Nicolás            | El Trece             | دور ثانوي |
| 2008  | Atracción x4                | Francisco Milhojas | El Trece             | دور رئيسي |
| 2009  | Atracción x4 en Dream Beach | Francisco Milhojas | El Trece             | دور رئيسي |
| 2009  | Botineras                   | Walter Vázquez     | Telefe               | دور ثانوي |
| 2010  | Terra ribelle               | Andrea Cristofani  | Rai 1                | دور رئيسي |
| 2011  | Violetta                    | Alfredo Germont    | Rai 1                | دور رئيسي |
| 2012  | La Certosa di Parma         | Fabrizio Del Dongo | Rai 1                | دور رئيسي |
| 2012  | Terra ribelle 2             | Andrea Cristofani  | Rai 1                | دور رئيسي |
| 2013  | Mi amor, mi amor            | Benjamín           | Telefe               | دور ثانوي |

## مواضيع ذات علاقة
- دافيد شوكارو
- سيباستيان رولي
- فريديريكو إيسوين
- دييغو أوليفيرا
- كارلا بيترسون
- فيكتوريا مورات
- أندريا ديل بوكا

## روابط خارجية
- رودريغو دياز على موقع IMDb (الإنجليزية)
- رودريغو دياز على موقع ألو سيني (الفرنسية)
- رودريغو دياز على موقع قاعدة بيانات الفيلم (الإنجليزية)
- رودريغو دياز على موقع كينوبويسك (الروسية)